# Eishockey-Weltmeisterschaft der Frauen 2007
Die 11. Eishockey-Weltmeisterschaften der Frauen der Internationalen Eishockey-Föderation IIHF waren die Eishockey-Weltmeisterschaften des Jahres 2007. Insgesamt nahmen zwischen dem 3. März und dem 10. April 2007 33 Nationalmannschaften an den fünf Turnieren der Top-Division sowie der Divisionen I bis IV teil.
Der Weltmeister wurde zum neunten Mal Kanada, das im Finale die Mannschaft der Vereinigten Staaten mit 5:1 bezwang. Die deutsche Mannschaft erreichte den achten Rang. Die Schweiz konnte sich nach dem Aufstieg bei der letzten Weltmeisterschaft den fünften Platz sichern. Das Team aus Österreich erreichte in der Division II den vierten Rang.
Im Jahr 2007 evaluierte die IIHF die Chancen von und die Nachfrage nach einer Weltmeisterschaft für U18-Frauen, in dem sie U18-Einladungsturniere veranstaltete. Da sich das Council nach positiven Erfahrungen für die Durchführung einer U18-Frauen-Weltmeisterschaft 2008 entschied, galten diese Turniere als Qualifikationsturniere für die U18-WM der Frauen 2008.

## Teilnehmer, Austragungsorte und -zeiträume
- Top-Division: 3. bis 10. April 2007 in Winnipeg und Selkirk, Manitoba, Kanada
Teilnehmer:  Volksrepublik China,  Deutschland,  Finnland,  Kanada,  Kasachstan,  Russland,  Schweden,  Schweiz (Aufsteiger),  USA (Titelverteidiger)

- Division I: 2. bis 8. April 2007 in Nikkō, Japan
Teilnehmer:  Dänemark,  Frankreich,  Japan,  Lettland,  Norwegen (Aufsteiger),  Tschechien

- Division II: 17. bis 23. März 2007 in Pjöngjang, Nordkorea
Teilnehmer:  Italien,  Niederlande,  Nordkorea,  Österreich,  Slowakei,  Slowenien (Aufsteiger)

- Division III: 3. bis 10. März 2007 in Sheffield, Großbritannien
Teilnehmer:  Australien,  Belgien,  Großbritannien,  Südafrika,  Südkorea (Aufsteiger),  Ungarn

- Division IV: 26. März bis 1. April 2007 in Miercurea Ciuc, Rumänien
Teilnehmer:  Estland (Neuling),  Island,  Kroatien (Neuling),  Neuseeland,  Rumänien,  Türkei (Neuling)

## Top-Division
Die Weltmeisterschaft der Frauen fand vom 3. bis zum 10. April 2007 in den kanadischen Städten Winnipeg und Selkirk in der Provinz Manitoba statt. Da Kanada als Austragungsland von der IIHF gesetzt war, fiel die Wahl lediglich zwischen den fünf interessierten Regionen Québec (Hauptaustragungsort: Sherbrooke), Neufundland (St. John’s), Nova Scotia (Halifax), Manitoba (Winnipeg) und Ontario (Toronto), von denen lediglich Manitoba und Ontario eine förmliche Bewerbung abgaben.
Am Turnier nahmen neun Nationalmannschaften teil, die in drei Gruppen zu je drei Teams spielten. Die Ziffern in Klammern benennen die Platzierungen in der IIHF-Weltrangliste.
| Gruppe A                | Gruppe B        | Gruppe C       |
| USA (2)                 | Kanada (1)      | Schweden (3)   |
| Russland (6)            | Deutschland (5) | Finnland (4)   |
| Volksrepublik China (7) | Schweiz (8)     | Kasachstan (9) |

### Modus
Wie im Jahr 2004 nahmen wieder neun Teams an der Weltmeisterschaft teil, wobei dieser Modus schließlich bis zur Weltmeisterschaft 2009 beibehalten wurde.
Gespielt wurde in drei Vorrundengruppen. Die Vorrundenersten spielten in der Qualifikationsrunde D die beiden Finalisten aus, die Vorrundenzweiten in der Qualifikationsrunde E den zweiten Teilnehmer des Spiels um den dritten Platz. Der Gegner dort war der Tabellendritte der Qualifikationsrunde D. In der Relegationsrunde F spielen die Vorrundendritten gegen den Abstieg. Nur das drittplatzierte Team stieg in die Division I ab.

### Austragungsorte
| Winnipeg |

| Selkirk |

| Winnipeg |

| Selkirk |

### Vorrunde

#### Gruppe A
| 3. April 2007 19:30 Uhr (Ortszeit) | 4. April 2007 2:30 Uhr (MESZ) | Kasachstan | 0:9 (0:5, 0:2, 0:2) Spielbericht | USA A. Ruggiero (2:40) K. Wendell (3:05) E. Lawler (8:20) C. Cahow (11:39) S. Parsons (15:22) G. Marvin (27:31) S. Parsons (29:24) J. Zaugg (41:47) J. Potter (54:14) | Selkirk Arena, Selkirk Zuschauer: 951 |

| 4. April 2007 19:30 Uhr | 5. April 2007 2:30 Uhr | Volksrepublik China Ma R. (5:54) Sun R. (19:01) Tang L. (22:43) Zhang B. (23:42) Jin F. (38:16) Su Z. (40:56) Sang H. (41:19) | 7:0 (2:0, 3:0, 2:0) Spielbericht | Kasachstan | Selkirk Arena, Selkirk Zuschauer: 849 |

| 5. April 2007 19:30 Uhr | 6. April 2007 2:30 Uhr | USA K. King (0:27) K. Wendell (1:26) C. Cahow (4:02) E. Lawler (16:51) S. Parsons (30:18) M. Engstrom (31:31) N. Darwitz (36:54) N. Darwitz (54:49) J. Zaugg (56:11) | 9:1 (4:1, 3:0, 2:0) Spielbericht | Volksrepublik China Sun R. (12:10) | Selkirk Arena, Selkirk Zuschauer: 1.103 |

| Pl. |                     | Sp | S | OTS | OTN | N | Tore  | Punkte |
| 1.  | USA                 | 2  | 2 | 0   | 0   | 0 | 18:01 | 6      |
| 2.  | Volksrepublik China | 2  | 1 | 0   | 0   | 1 | 08:09 | 3      |
| 3.  | Kasachstan          | 2  | 0 | 0   | 0   | 2 | 00:16 | 0      |

Abkürzungen: Pl. = Platz, Sp = Spiele, S = Siege, OTS = Siege nach Verlängerung (Overtime) oder Penaltyschießen, OTN = Niederlagen nach Verlängerung oder Penaltyschießen, N = Niederlagen

Erläuterungen: Zwischenrundenqualifikant Gruppe D, Zwischenrundenqualifikant Gruppe E, Abstiegsrundenqualifikant

#### Gruppe B
| 3. April 2007 19:30 Uhr | 4. April 2007 2:30 Uhr | Schweiz | 0:9 (0:5, 0:2, 0:2) Spielbericht | Kanada D. Goyette (1:01) D. Goyette (7:14) H. Wickenheiser (11:10) K. Weatherston (16:41) C. Ouellette (39:24) K. Béchard (39:52) D. Goyette (50:55) K. Weatherston (52:32) | MTS Centre, Winnipeg Zuschauer: 10.706 |

| 4. April 2007 19:30 Uhr | 5. April 2007 2:30 Uhr | Deutschland | 0:1 (0:0, 0:1, 0:0) Spielbericht | Schweiz K. Lehmann (35:51) | MTS Centre, Winnipeg Zuschauer: 4.102 |

| 5. April 2007 19:30 Uhr | 6. April 2007 2:30 Uhr | Kanada J. Botterill (2:27) H. Wickenheiser (3:03) G. Kingsbury (22:40) H. Wickenheiser (36:20) H. Wickenheiser (40:54) J. Botterill (54:04) K. Weatherston (54:52) D. Goyette (55:51) | 8:0 (2:0, 2:0, 4:0) Spielbericht | Deutschland | MTS Centre, Winnipeg Zuschauer: 10.715 |

| Pl. |             | Sp | S | OTS | OTN | N | Tore  | Punkte |
| 1.  | Kanada      | 2  | 2 | 0   | 0   | 0 | 17:0  | 6      |
| 2.  | Schweiz     | 2  | 1 | 0   | 0   | 1 | 01:09 | 3      |
| 3.  | Deutschland | 2  | 0 | 0   | 0   | 2 | 00:09 | 0      |

Abkürzungen: Pl. = Platz, Sp = Spiele, S = Siege, OTS = Siege nach Verlängerung (Overtime) oder Penaltyschießen, OTN = Niederlagen nach Verlängerung oder Penaltyschießen, N = Niederlagen

Erläuterungen: Zwischenrundenqualifikant Gruppe D, Zwischenrundenqualifikant Gruppe E, Abstiegsrundenqualifikant

#### Gruppe C
| 3. April 2007 16:00 Uhr | 3. April 2007 23:00 Uhr | Russland T. Burina (55:27) I. Gawrilowa (58:37) | 2:3 (0:2, 0:0, 2:1) Spielbericht | Schweden N. Jansson (5:07) P. Winberg (16:06) E. Holst (42:10) | MTS Centre, Winnipeg Zuschauer: 3.243 |

| 4. April 2007 16:00 Uhr | 4. April 2007 23:00 Uhr | Finnland M. Pehkonen (6:42) K. Kovalainen (24:48) K. Riipi (43:05) N. Tallus (48:28) | 4:0 (1:0, 1:0, 2:0) Spielbericht | Russland | MTS Centre, Winnipeg Zuschauer: 3.350 |

| 5. April 2007 16:00 Uhr | 5. April 2007 23:00 Uhr | Schweden | 0:1 n. V. (0:0, 0:0, 0:0, 0:1) Spielbericht | Finnland S. Sirviö (61:32) | MTS Centre, Winnipeg Zuschauer: 3.350 |

| Pl. |          | Sp | S | OTS | OTN | N | Tore  | Punkte |
| 1.  | Finnland | 2  | 1 | 1   | 0   | 0 | 05:0  | 5      |
| 2.  | Schweden | 2  | 1 | 0   | 1   | 0 | 03:03 | 4      |
| 3.  | Russland | 2  | 0 | 0   | 0   | 2 | 02:07 | 0      |

Abkürzungen: Pl. = Platz, Sp = Spiele, S = Siege, OTS = Siege nach Verlängerung (Overtime) oder Penaltyschießen, OTN = Niederlagen nach Verlängerung oder Penaltyschießen, N = Niederlagen

Erläuterungen: Zwischenrundenqualifikant Gruppe D, Zwischenrundenqualifikant Gruppe E, Abstiegsrundenqualifikant

### Abstiegsrunde

#### Gruppe F
| 7. April 2007 12:00 Uhr (Ortszeit) | 7. April 2007 19:00 Uhr (MESZ) | Kasachstan | 0:3 (0:2, 0:0, 0:1) Spielbericht | Deutschland F. Busch (4:57) A. Lanzl (11:59) B. Evers (45:32) | MTS Centre, Winnipeg Zuschauer: 2.124 |

| 8. April 2007 12:00 Uhr | 8. April 2007 19:00 Uhr | Russland J. Smolenzewa (22:07) J. Smolenzewa (24:06) S. Terentjewa (25:46) I. Gawrilowa (30:40) O. Semenez (31:35) I. Gawrilowa (36:25) J. Smolenzewa (48:40) | 7:0 (0:0, 6:0, 1:0) Spielbericht | Kasachstan | MTS Centre, Winnipeg Zuschauer: 1.959 |

| 9. April 2007 12:00 Uhr | 9. April 2007 19:00 Uhr | Deutschland C. Spuhler (8:47) | 1:4 (1:2, 0:0, 0:2) Spielbericht | Russland J. Smolenzewa (3:51) S. Trefilowa (7:13) T. Burina (49:24) I. Gawrilowa (59:12) | MTS Centre, Winnipeg Zuschauer: 10.741 |

| Pl. |             | Sp | S | OTS | OTN | N | Tore  | Punkte |
| 1.  | Russland    | 2  | 2 | 0   | 0   | 0 | 11:01 | 6      |
| 2.  | Deutschland | 2  | 1 | 0   | 0   | 1 | 04:04 | 3      |
| 3.  | Kasachstan  | 2  | 0 | 0   | 0   | 2 | 00:10 | 0      |

Abkürzungen: Pl. = Platz, Sp = Spiele, S = Siege, OTS = Siege nach Verlängerung (Overtime) oder Penaltyschießen, OTN = Niederlagen nach Verlängerung oder Penaltyschießen, N = Niederlagen

Erläuterungen: Absteiger in die Division I

### Qualifikationsrunde

#### Gruppe D
| 7. April 2007 15:30 Uhr (Ortszeit) | 7. April 2007 22:30 Uhr (MESZ) | USA J. Potter (7:49) K. Wendell (17:47) G. Marvin (26:52) N. Darwitz (31:06) | 4:5 n. P. (2:1, 2:3, 0:0, 0:0, 0:1) Spielbericht | Kanada K. Béchard (1:21) S. Vaillancourt (23:21) H. Wickenheiser (32:23) G. Apps (34:57) H. Wickenheiser (PS) | MTS Centre, Winnipeg Zuschauer: 15.003 |

| 8. April 2007 19:30 Uhr | 9. April 2007 2:30 Uhr | Finnland | 0:4 (0:2, 0:1, 0:1) Spielbericht | USA N. Darwitz (9:53) K. Wendell (18:18) M. Engstrom (30:50) K. King (43:31) | MTS Centre, Winnipeg Zuschauer: 4.758 |

| 9. April 2007 19:30 Uhr | 10. April 2007 2:30 Uhr | Kanada K. Béchard (10:25) T. Bonhomme (12:44) D. Goyette (17:15) H. Wickenheiser (29:45) G. Kingsbury (41:36) | 5:0 (3:0, 1:0, 1:0) Spielbericht | Finnland | MTS Centre, Winnipeg Zuschauer: 10.691 |

| Pl. |          | Sp | S | OTS | OTN | N | Tore  | Punkte |
| 1.  | Kanada   | 2  | 1 | 1   | 0   | 0 | 10:04 | 5      |
| 2.  | USA      | 2  | 1 | 0   | 1   | 0 | 08:05 | 4      |
| 3.  | Finnland | 2  | 0 | 0   | 0   | 2 | 00:09 | 0      |

Abkürzungen: Pl. = Platz, Sp = Spiele, S = Siege, OTS = Siege nach Verlängerung (Overtime) oder Penaltyschießen, OTN = Niederlagen nach Verlängerung oder Penaltyschießen, N = Niederlagen

Erläuterungen: Teilnehmer am Finale, Teilnehmer am Spiel um Platz 3

#### Gruppe E
| 7. April 2007 19:30 Uhr | 8. April 2007 2:30 Uhr | Volksrepublik China Zhang B. (25:26) | 1:5 (0:1, 1:2, 0:2) Spielbericht | Schweiz L. Ruhnke (19:08) D. Diaz (32:27) C. Meier (38:16) S. Marty (53:09) L. Ruhnke (53:44) | MTS Centre, Winnipeg Zuschauer: 4.048 |

| 8. April 2007 15:00 Uhr | 8. April 2007 22:30 Uhr | Schweden G. Andersson (2:54) K. Timglas (3:36) N. Jansson (21:10) T. Enström (21:39) M. Rooth (22:30) P. Winberg (24:43) D. Rundqvist (35:22) J. Elfsberg (40:11) J. Elfsberg (46:01) G. Andersson (48:08) M. Rooth (57:04) P. Winberg (57:13) | 12:2 (2:1, 5:0, 5:1) Spielbericht | Volksrepublik China Sang H. (15:03) Sun R. (50:58) | MTS Centre, Winnipeg Zuschauer: 3.500 |

| 9. April 2007 16:00 Uhr | 9. April 2007 23:00 Uhr | Schweiz | 0:4 (0:1, 0:1, 0:2) Spielbericht | Schweden P. Winberg (15:45) M. Rooth (32:04) P. Winberg (45:22) K. Timglas (54:20) | MTS Centre, Winnipeg Zuschauer: 3.761 |

| Pl. |                     | Sp | S | OTS | OTN | N | Tore  | Punkte |
| 1.  | Schweden            | 2  | 2 | 0   | 0   | 0 | 16:02 | 6      |
| 2.  | Schweiz             | 2  | 1 | 0   | 0   | 1 | 05:05 | 3      |
| 3.  | Volksrepublik China | 2  | 0 | 0   | 0   | 2 | 03:17 | 0      |

Abkürzungen: Pl. = Platz, Sp = Spiele, S = Siege, OTS = Siege nach Verlängerung (Overtime) oder Penaltyschießen, OTN = Niederlagen nach Verlängerung oder Penaltyschießen, N = Niederlagen

Erläuterungen: Teilnehmer am Spiel um Platz 3

### Endrunde
Spiel um Platz 3
| 10. April 2007 15:30 Uhr (Ortszeit) | 10. April 2007 22:30 Uhr (MESZ) | Finnland | 0:1 (0:0, 0:0, 0:1) Spielbericht | Schweden M. Rooth (42:37) | MTS Centre, Winnipeg Zuschauer: 8.555 |

Finale
| 10. April 2007 19:30 Uhr | 11. April 2007 2:30 Uhr | Kanada J. Botterill (20:58) J. Hefford (31:33) H. Wickenheiser (36:27) D. Goyette (49:22) S.Vaillancourt (57:06) | 5:1 (0:0, 3:0, 2:1) Spielbericht | USA K. Wendell (50:08) | MTS Centre, Winnipeg Zuschauer: 15.003 |

### Statistik

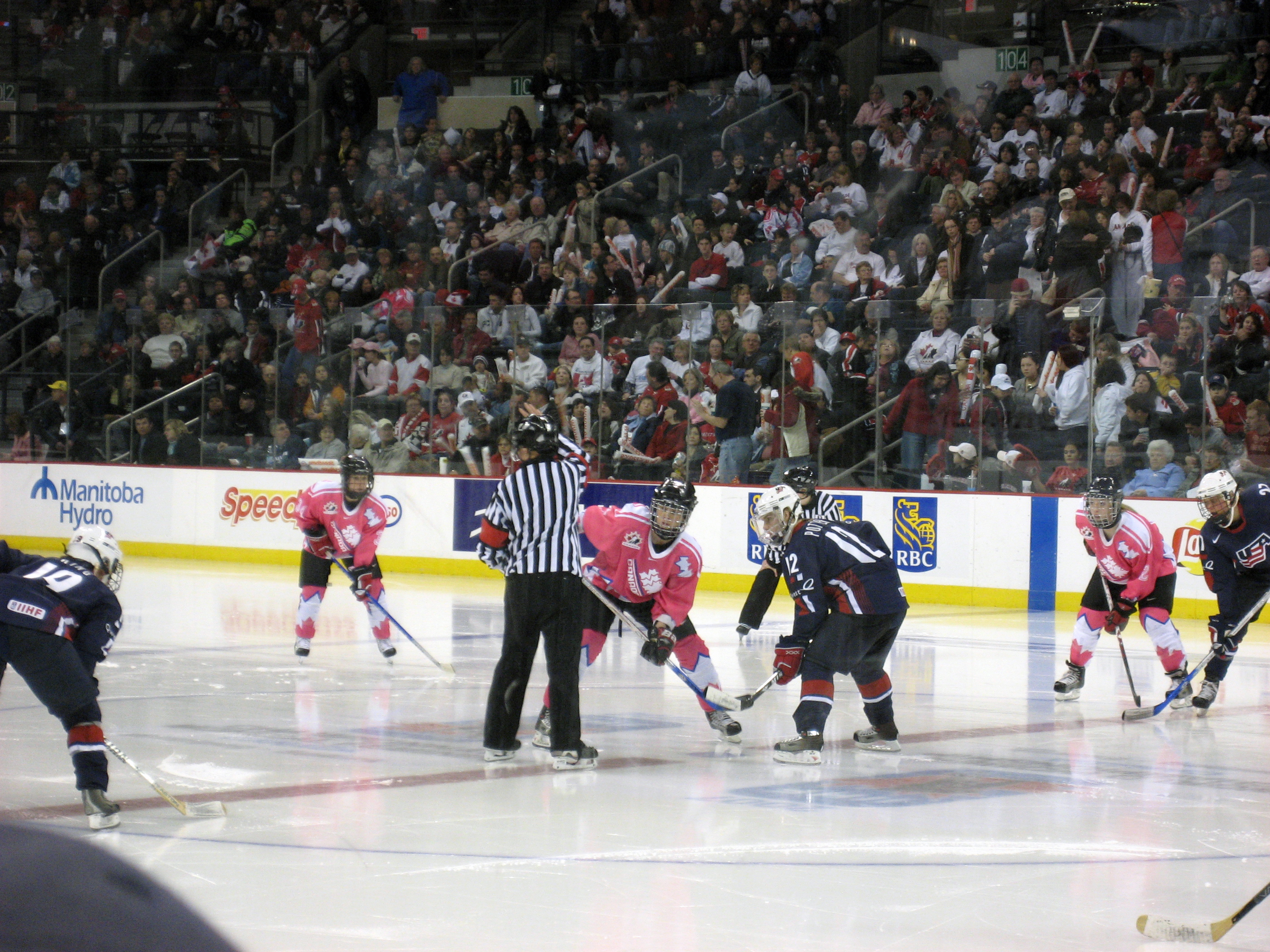
Spielszene aus dem Finale im MTS Centre

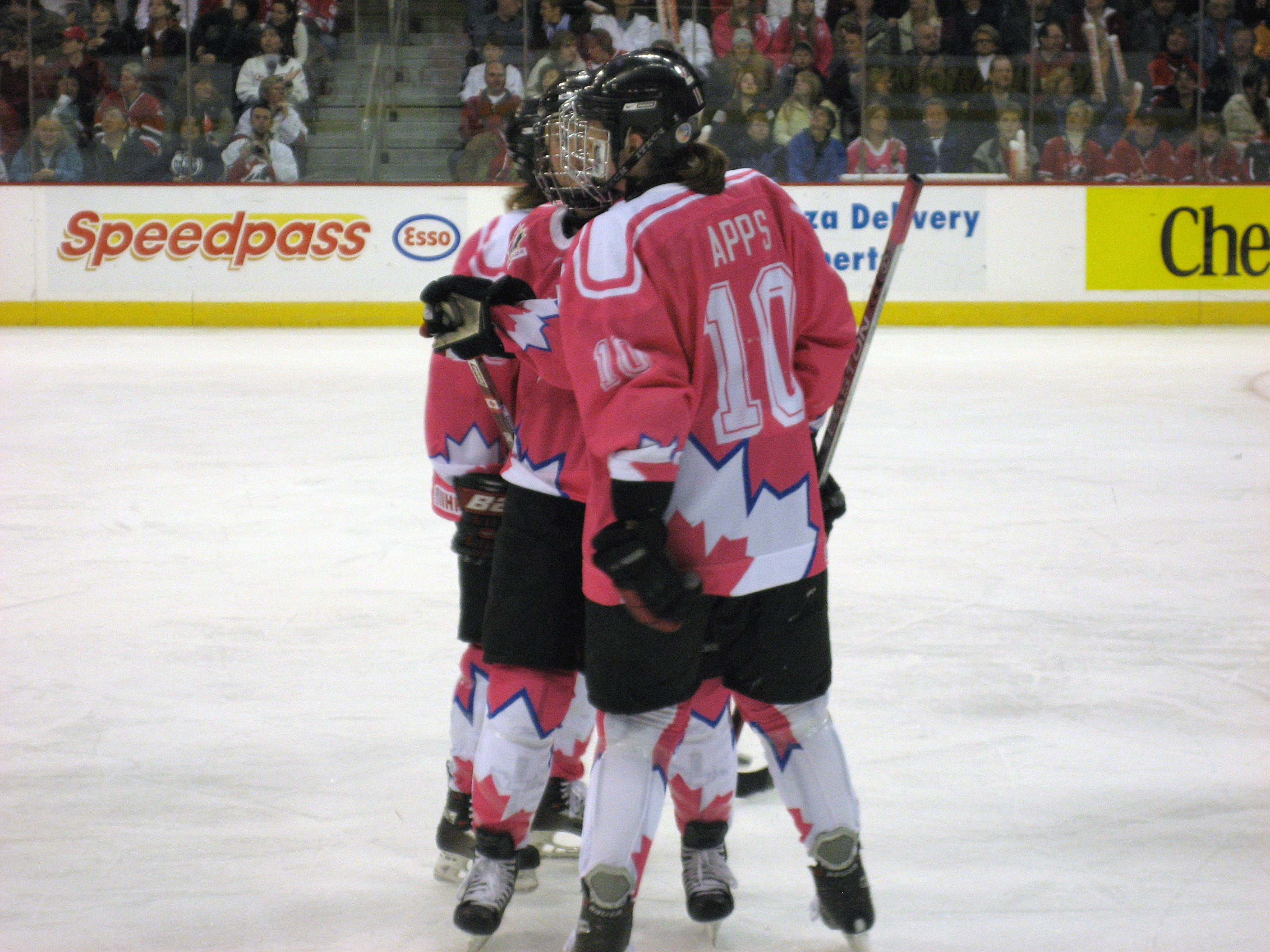
Gillian Apps im Trikot des Weltmeister Kanadas

#### Beste Scorerinnen
Abkürzungen: Sp = Spiele, T = Tore, V = Assists, Pkt = Punkte, +/− = Plus/Minus, SM = Strafminuten; Fett: Turnierbestwert
| Spieler               | Team     | Sp | T | V | Pkt | +/− | SM |
| --------------------- | -------- | -- | - | - | --- | --- | -- |
| Hayley Wickenheiser   | Kanada   | 5  | 8 | 6 | 14  | +11 | 0  |
| Krissy Wendell        | USA      | 5  | 5 | 7 | 12  | +5  | 8  |
| Danielle Goyette      | Kanada   | 5  | 6 | 5 | 11  | +10 | 0  |
| Natalie Darwitz       | USA      | 5  | 4 | 5 | 9   | +6  | 6  |
| Pernilla Winberg      | Schweden | 5  | 5 | 3 | 8   | +8  | 8  |
| Maria Rooth           | Schweden | 5  | 4 | 2 | 6   | +5  | 4  |
| Sarah Parsons         | USA      | 5  | 3 | 3 | 6   | +5  | 2  |
| Erika Lawler          | USA      | 5  | 2 | 4 | 6   | +5  | 2  |
| Sarah Vaillancourt    | Kanada   | 5  | 2 | 4 | 6   | +6  | 4  |
| Ija Gawrilowa         | Russland | 4  | 4 | 1 | 5   | +7  | 2  |
| Jekaterina Smolenzewa | Russland | 4  | 4 | 1 | 5   | +5  | 0  |

#### Beste Torhüterinnen
Abkürzungen: Sp = Spiele, Min = Eiszeit (in Minuten), GT = Gegentore, SO = Shutouts, Sv% = gehaltene Schüsse (in %), GTS = Gegentorschnitt; Fett: Turnierbestwert
| Spieler       | Team        | Sp | Min    | GT | SO | Sv%   | GTS  |
| ------------- | ----------- | -- | ------ | -- | -- | ----- | ---- |
| Kim St-Pierre | Kanada      | 3  | 180:00 | 1  | 2  | 97,96 | 0,33 |
| Jennifer Harß | Deutschland | 3  | 123:55 | 2  | 1  | 95,65 | 0,97 |
| Kim Martin    | Schweden    | 3  | 175:02 | 3  | 0  | 95,77 | 1,03 |
| Sara Grahn    | Schweden    | 3  | 126:30 | 2  | 1  | 94,29 | 0,95 |
| Noora Räty    | Finnland    | 5  | 301:32 | 10 | 2  | 93,15 | 1,99 |

### Abschlussplatzierungen
| Pl. | Team                |
| --- | ------------------- |
| 1   | Kanada              |
| 2   | USA                 |
| 3   | Schweden            |
| 4   | Finnland            |
| 5   | Schweiz             |
| 6   | Volksrepublik China |
| 7   | Russland            |
| 8   | Deutschland         |
| 9   | Kasachstan          |

### Titel, Auf- und Abstieg
| Weltmeister Kanada | Charline Labonté, Kim St-Pierre – Tessa Bonhomme, Delaney Collins, Gillian Ferrari, Carla MacLeod, Cheryl Pounder, Colleen Sostorics – Meghan Agosta, Gillian Apps, Kelly Béchard, Jennifer Botterill, Danielle Goyette, Jayna Hefford, Gina Kingsbury, Caroline Ouellette, Vicky Sunohara, Sarah Vaillancourt, Katie Weatherston, Hayley Wickenheiser Trainerin: Melody Davidson |

| Silber USA | Chanda Gunn, Jessie Vetter – Caitlin Cahow, Molly Engstrom, Kelli Halcisak, Helen Resor, Angela Ruggiero, Kerry Weiland – Julie Chu, Natalie Darwitz, Meghan Duggan, Tiffany Hagge, Kristin King, Hilary Knight, Erika Lawler, Gigi Marvin, Sarah Parsons, Jenny Potter, Krissy Wendell, Jinelle Zaugg Trainer: Mark Johnson |

| Bronze Schweden | Sara Grahn, Kim Martin – Emilia Andersson, Gunilla Andersson, Jenni Asserholt, Ann-Louise Edstrand, Emma Eliasson, Frida Nevalainen, Chanette Svensson – Joa Elfsberg, Tina Enström, Elin Holmlöv, Erika Holst, Nanna Jansson, Angelica Lorsell, Maria Rooth, Danijela Rundqvist, Helena Tageson, Katarina Timglas, Pernilla Winberg Trainer: Peter Elander |

| Absteiger in die Division I:    | Kasachstan |
| Aufsteiger in die Top-Division: | Japan      |

### Auszeichnungen
Spielertrophäen
| Auszeichnung          | Spieler             | Team     |
| --------------------- | ------------------- | -------- |
| Beste Torhüterin      | Noora Räty          | Finnland |
| Beste Verteidigerin   | Molly Engstrom      | USA      |
| Beste Stürmerin       | Hayley Wickenheiser | Kanada   |
| Wertvollste Spielerin | Hayley Wickenheiser | Kanada   |

All-Star-Team
| Angriff:      | Natalie Darwitz – Hayley Wickenheiser – Krissy Wendell |
| Verteidigung: | Delaney Collins – Angela Ruggiero                      |
| Tor:          | Kim St-Pierre                                          |

## Division I
Vom 2. bis zum 8. April 2007 fand das Weltmeisterschaftsturnier der Division I in Nikkō in Japan statt. Gespielt wurde in der Nikkō Kirifuri Eisarena mit 2.000 Plätzen. Sechs Mannschaften nahmen daran teil, von denen sich die japanische Mannschaft bereits im vorletzten Spiel für die Top-Division im Jahr 2008 qualifizierte und so im zweiten Versuch den Wiederaufstieg schaffte.
| 2. April 2007 13:00 Uhr (Ortszeit) | 2. April 2007 5:00 Uhr (MESZ) | Norwegen | 1:2 (1:1, 0:0, 0:1) Spielbericht | Frankreich | Nikkō Kirifuri Eisarena, Nikkō Zuschauer: 130 |

| 2. April 2007 16:30 Uhr | 2. April 2007 8:30 Uhr | Dänemark | 1:3 (1:0, 0:3, 0:0) Spielbericht | Tschechien | Nikkō Kirifuri Eisarena, Nikkō Zuschauer: 124 |

| 2. April 2007 20:00 Uhr | 2. April 2007 12:00 Uhr | Lettland | 2:5 (0:2, 0:1, 2:2) Spielbericht | Japan | Nikkō Kirifuri Eisarena, Nikkō Zuschauer: 515 |

| 3. April 2007 13:00 Uhr | 3. April 2007 5:00 Uhr | Tschechien | 1:3 (0:2, 1:0, 0:1) Spielbericht | Norwegen | Nikkō Kirifuri Eisarena, Nikkō Zuschauer: 160 |

| 3. April 2007 16:30 Uhr | 3. April 2007 8:30 Uhr | Frankreich | 3:2 n. V. (0:1, 2:1, 0:0, 1:0) Spielbericht | Lettland | Nikkō Kirifuri Eisarena, Nikkō Zuschauer: 152 |

| 3. April 2007 20:00 Uhr | 3. April 2007 12:00 Uhr | Japan | 4:1 (1:1, 1:0, 2:0) Spielbericht | Dänemark | Nikkō Kirifuri Eisarena, Nikkō Zuschauer: 490 |

| 5. April 2007 13:00 Uhr | 5. April 2007 5:00 Uhr | Lettland | 5:0 (2:0, 1:0, 2:0) Spielbericht | Dänemark | Nikkō Kirifuri Eisarena, Nikkō Zuschauer: 150 |

| 5. April 2007 16:30 Uhr | 5. April 2007 8:30 Uhr | Tschechien | 5:4 n. P. (1:0, 3:3, 0:1, 0:0, 1:0) Spielbericht | Frankreich | Nikkō Kirifuri Eisarena, Nikkō Zuschauer: 205 |

| 5. April 2007 20:00 Uhr | 5. April 2007 12:00 Uhr | Japan | 3:0 (1:0, 2:0, 0:0) Spielbericht | Norwegen | Nikkō Kirifuri Eisarena, Nikkō Zuschauer: 657 |

| 7. April 2007 13:00 Uhr | 7. April 2007 5:00 Uhr | Tschechien | 1:2 (0:1, 0:0, 1:1) Spielbericht | Lettland | Nikkō Kirifuri Eisarena, Nikkō Zuschauer: 279 |

| 7. April 2007 16:30 Uhr | 7. April 2007 8:30 Uhr | Dänemark | 1:4 (0:2, 0:2, 1:0) Spielbericht | Norwegen | Nikkō Kirifuri Eisarena, Nikkō Zuschauer: 279 |

| 7. April 2007 20:00 Uhr | 7. April 2007 12:00 Uhr | Frankreich | 0:7 (0:0, 0:4, 0:3) Spielbericht | Japan | Nikkō Kirifuri Eisarena, Nikkō Zuschauer: 1.095 |

| 8. April 2007 13:00 Uhr | 8. April 2007 5:00 Uhr | Norwegen | 0:2 (0:1, 0:0, 0:1) Spielbericht | Lettland | Nikkō Kirifuri Eisarena, Nikkō Zuschauer: 244 |

| 8. April 2007 16:30 Uhr | 8. April 2007 8:30 Uhr | Frankreich | 1:2 n. P. (1:1, 0:0, 0:0, 0:0, 0:1) Spielbericht | Dänemark | Nikkō Kirifuri Eisarena, Nikkō Zuschauer: 314 |

| 8. April 2007 20:00 Uhr | 8. April 2007 12:00 Uhr | Japan | 6:2 (1:1, 4:0, 1:1) Spielbericht | Tschechien | Nikkō Kirifuri Eisarena, Nikkō Zuschauer: 941 |

| Pl. |            | Sp | S | OTS | OTN | N | Tore  | Punkte |
| 1.  | Japan      | 5  | 5 | 0   | 0   | 0 | 25:05 | 15     |
| 2.  | Lettland   | 5  | 3 | 0   | 1   | 1 | 13:09 | 10     |
| 3.  | Frankreich | 5  | 1 | 1   | 2   | 1 | 10:17 | 7      |
| 4.  | Norwegen   | 5  | 2 | 0   | 0   | 3 | 08:09 | 6      |
| 5.  | Tschechien | 5  | 1 | 1   | 0   | 3 | 12:16 | 5      |
| 6.  | Dänemark   | 5  | 0 | 1   | 0   | 4 | 05:17 | 2      |

Abkürzungen: Pl. = Platz, Sp = Spiele, S = Siege, OTS = Siege nach Verlängerung (Overtime) oder Penaltyschießen, OTN = Niederlagen nach Verlängerung oder Penaltyschießen, N = Niederlagen

Erläuterungen: Aufsteiger in die Top-Division, Absteiger in die Division II

### Auf- und Abstieg
| Absteiger in die Division I:    | Kasachstan |
| Aufsteiger in die Top-Division: | Japan      |
| Absteiger in die Division II:   | Dänemark   |
| Aufsteiger in die Division I:   | Slowakei   |

## Division II
Vom 17. bis zum 23. März 2007 fand das Weltmeisterschaftsturnier der Division II in der nordkoreanischen Hauptstadt Pjöngjang statt. Die Spiele wurden in der Eissporthalle der Stadt ausgetragen, die 6.000 Zuschauern Platz bietet.
| 17. März 2007 13:00 Uhr (Ortszeit) | 17. März 2007 5:30 Uhr (MEZ) | Nordkorea | 2:3 n. P. (1:0, 0:1, 1:1, 0:0, 0:1) Spielbericht | Italien | Eissporthalle, Pjöngjang Zuschauer: 5.000 |

| 17. März 2007 16:30 Uhr | 17. März 2007 9:00 Uhr | Niederlande | 0:6 (0:0, 0:4, 0:2) Spielbericht | Österreich | Eissporthalle, Pjöngjang Zuschauer: 3.000 |

| 17. März 2007 20:00 Uhr | 17. März 2007 12:30 Uhr | Slowakei | 8:0 (3:0, 2:0, 3:0) Spielbericht | Slowenien | Eissporthalle, Pjöngjang Zuschauer: nicht bekannt |

| 18. März 2007 13:00 Uhr | 18. März 2007 5:30 Uhr | Italien | 2:1 (1:0, 1:0, 0:1) Spielbericht | Österreich | Eissporthalle, Pjöngjang Zuschauer: 600 |

| 18. März 2007 16:30 Uhr | 18. März 2007 9:00 Uhr | Slowenien | 2:3 n. V. (2:1, 0:0, 0:1, 0:1) Spielbericht | Niederlande | Eissporthalle, Pjöngjang Zuschauer: 1.500 |

| 18. März 2007 20:00 Uhr | 18. März 2007 12:30 Uhr | Slowakei | 4:1 (1:0, 0:0, 3:1) Spielbericht | Nordkorea | Eissporthalle, Pjöngjang Zuschauer: 2.000 |

| 20. März 2007 13:00 Uhr | 20. März 2007 5:30 Uhr | Slowakei | 4:0 (0:0, 2:0, 2:0) Spielbericht | Niederlande | Eissporthalle, Pjöngjang Zuschauer: 700 |

| 20. März 2007 16:30 Uhr | 20. März 2007 9:00 Uhr | Italien | 5:3 (1:0, 1:2, 3:1) Spielbericht | Slowenien | Eissporthalle, Pjöngjang Zuschauer: 1.500 |

| 20. März 2007 20:00 Uhr | 20. März 2007 12:30 Uhr | Nordkorea | 6:0 (1:0, 1:0, 4:0) Spielbericht | Österreich | Eissporthalle, Pjöngjang Zuschauer: 3.000 |

| 21. März 2007 13:00 Uhr | 21. März 2007 5:30 Uhr | Niederlande | 3:4 n. V. (1:2, 2:0, 0:1, 0:1) Spielbericht | Italien | Eissporthalle, Pjöngjang Zuschauer: 1.500 |

| 21. März 2007 16:30 Uhr | 21. März 2007 9:00 Uhr | Österreich | 2:3 (0:1, 2:0, 0:2) Spielbericht | Slowakei | Eissporthalle, Pjöngjang Zuschauer: 2.000 |

| 21. März 2007 20:00 Uhr | 21. März 2007 12:30 Uhr | Slowenien | 0:6 (0:4, 0:2, 0:0) Spielbericht | Nordkorea | Eissporthalle, Pjöngjang Zuschauer: 3.000 |

| 23. März 2007 13:00 Uhr | 23. März 2007 5:30 Uhr | Österreich | 8:0 (2:0, 2:0, 4:0) Spielbericht | Slowenien | Eissporthalle, Pjöngjang Zuschauer: 700 |

| 23. März 2007 16:30 Uhr | 23. März 2007 9:00 Uhr | Italien | 0:6 (0:2, 0:2, 0:2) Spielbericht | Slowakei | Eissporthalle, Pjöngjang Zuschauer: 2.500 |

| 23. März 2007 20:00 Uhr | 23. März 2007 12:30 Uhr | Nordkorea | 7:0 (2:0, 2:0, 3:0) Spielbericht | Niederlande | Eissporthalle, Pjöngjang Zuschauer: 4.500 |

| Pl. |             | Sp | S | OTS | OTN | N | Tore  | Punkte |
| 1.  | Slowakei    | 5  | 5 | 0   | 0   | 0 | 25:03 | 15     |
| 2.  | Italien     | 5  | 2 | 2   | 0   | 1 | 14:15 | 10     |
| 3.  | Nordkorea   | 5  | 3 | 0   | 1   | 1 | 22:07 | 10     |
| 4.  | Österreich  | 5  | 2 | 0   | 0   | 3 | 17:11 | 6      |
| 5.  | Niederlande | 5  | 0 | 1   | 1   | 3 | 06:23 | 3      |
| 6.  | Slowenien   | 5  | 0 | 0   | 1   | 4 | 05:30 | 1      |

Abkürzungen: Pl. = Platz, Sp = Spiele, S = Siege, OTS = Siege nach Verlängerung (Overtime) oder Penaltyschießen, OTN = Niederlagen nach Verlängerung oder Penaltyschießen, N = Niederlagen

Erläuterungen: Aufsteiger in die Division I, Absteiger in die Division III

### Auf- und Abstieg
| Absteiger in die Division II:  | Dänemark   |
| Aufsteiger in die Division I:  | Slowakei   |
| Absteiger in die Division III: | Slowenien  |
| Aufsteiger in die Division II: | Australien |

## Division III
Vom 3. bis zum 10. März 2007 fand das Turnier der Division III in Sheffield in Großbritannien statt. Die Spiele wurden im iceSheffield ausgetragen, das für 1.500 Zuschauer Platz bietet.
| 5. März 2007 12:30 Uhr (Ortszeit) | Belgien | 4:2 (0:0, 2:2, 2:0) Spielbericht | Südkorea | iceSheffield, Sheffield Zuschauer: 117 |

| 5. März 2007 16:00 Uhr | Südafrika | 1:18 (0:8, 1:6, 0:4) Spielbericht | Australien | iceSheffield, Sheffield Zuschauer: 136 |

| 5. März 2007 19:30 Uhr | Ungarn | 1:8 (1:2, 0:2, 0:4) Spielbericht | Großbritannien | iceSheffield, Sheffield Zuschauer: 475 |

| 6. März 2007 12:30 Uhr | Südkorea | 8:1 (4:0, 1:1, 3:0) Spielbericht | Südafrika | iceSheffield, Sheffield Zuschauer: 105 |

| 6. März 2007 16:00 Uhr | Belgien | 5:0 (2:0, 2:0, 1:0) Spielbericht | Ungarn | iceSheffield, Sheffield Zuschauer: 178 |

| 6. März 2007 19:30 Uhr | Großbritannien | 5:6 n. P. (3:1, 1:3, 1:1, 0:0, 0:1) Spielbericht | Australien | iceSheffield, Sheffield Zuschauer: 756 |

| 7. März 2007 12:30 Uhr | Belgien | 10:1 (3:0, 4:1, 3:0) Spielbericht | Südafrika | iceSheffield, Sheffield Zuschauer: 76 |

| 7. März 2007 16:00 Uhr | Ungarn | 1:3 (0:2, 0:1, 1:0) Spielbericht | Australien | iceSheffield, Sheffield Zuschauer: 92 |

| 7. März 2007 19:30 Uhr | Großbritannien | 10:0 (3:0, 3:0, 4:0) Spielbericht | Südkorea | iceSheffield, Sheffield Zuschauer: 476 |

| 9. März 2007 12:30 Uhr | Australien | 8:2 (2:1, 3:1, 3:0) Spielbericht | Belgien | iceSheffield, Sheffield Zuschauer: 286 |

| 9. März 2007 16:00 Uhr | Südkorea | 2:6 (0:0, 0:2, 2:4) Spielbericht | Ungarn | iceSheffield, Sheffield Zuschauer: 142 |

| 9. März 2007 19:30 Uhr | Südafrika | 0:27 (0:9, 0:6, 0:12) Spielbericht | Großbritannien | iceSheffield, Sheffield Zuschauer: 636 |

| 10. März 2007 12:30 Uhr | Australien | 6:0 (2:0, 2:0, 2:0) Spielbericht | Südkorea | iceSheffield, Sheffield Zuschauer: 152 |

| 10. März 2007 16:00 Uhr | Ungarn | 14:1 (6:0, 3:1, 5:0) Spielbericht | Südafrika | iceSheffield, Sheffield Zuschauer: 327 |

| 10. März 2007 19:30 Uhr | Großbritannien | 7:1 (1:0, 4:0, 2:1) Spielbericht | Belgien | iceSheffield, Sheffield Zuschauer: 879 |

| Pl. |                | Sp | S | OTS | OTN | N | Tore  | Punkte |
| 1.  | Australien     | 5  | 4 | 1   | 0   | 0 | 41:09 | 14     |
| 2.  | Großbritannien | 5  | 4 | 0   | 1   | 0 | 57:08 | 13     |
| 3.  | Belgien        | 5  | 3 | 0   | 0   | 2 | 22:18 | 9      |
| 4.  | Ungarn         | 5  | 2 | 0   | 0   | 3 | 22:19 | 6      |
| 5.  | Südkorea       | 5  | 1 | 0   | 0   | 4 | 12:27 | 3      |
| 6.  | Südafrika      | 5  | 0 | 0   | 0   | 5 | 04:77 | 0      |

Abkürzungen: Pl. = Platz, Sp = Spiele, S = Siege, OTS = Siege nach Verlängerung (Overtime) oder Penaltyschießen, OTN = Niederlagen nach Verlängerung oder Penaltyschießen, N = Niederlagen

Erläuterungen: Aufsteiger in die Division II, Absteiger in die Division IV

### Auf- und Abstieg
| Absteiger in die Division III:  | Slowenien  |
| Aufsteiger in die Division II:  | Australien |
| Absteiger in die Division IV:   | Südafrika  |
| Aufsteiger in die Division III: | Kroatien   |

## Division IV
Das Turnier der Division IV fand vom 26. März bis zum 1. April 2007 in Miercurea Ciuc in Rumänien statt. Die Spiele wurden in der 4.000 Zuschauer fassenden Arena Vákár Lajos Műjégpálya statt. Sechs Mannschaften nahmen daran teil. Darunter befanden sich drei Teams, die ihre erste WM im Frauen-Eishockey bestritten. Unter diesen setzte sich Kroatien auf Anhieb durch und steigt in die Division III auf, ferner debütierten Estland und die Türkei.
Die überragende Spielerin des Turniers war die Kroatin Diana Krušelj Posavec mit 25 Toren. Beim 12:0 gegen Estland erzielte sie elf Tore, darunter die ersten zehn in Folge und traf zum 8:0 und 9:0 jeweils in Unterzahl ihrer Mannschaft innerhalb von 14 Sekunden.
| 26. März 2007 13:30 Uhr (Ortszeit) | Island | 0:10 (0:4, 0:2, 0:4) Spielbericht | Neuseeland | Vákár Lajos Műjégpálya, Miercurea Ciuc Zuschauer: 50 |

| 26. März 2007 17:00 Uhr | Estland | 0:12 (0:3, 0:6, 0:3) Spielbericht | Kroatien | Vákár Lajos Műjégpálya, Miercurea Ciuc Zuschauer: 100 |

| 26. März 2007 20:30 Uhr | Rumänien | 27:0 (7:0, 9:0, 11:0) Spielbericht | Türkei | Vákár Lajos Műjégpálya, Miercurea Ciuc Zuschauer: 200 |

| 27. März 2007 13:30 Uhr | Neuseeland | 3:4 (1:4, 1:0, 1:0) Spielbericht | Kroatien | Vákár Lajos Műjégpálya, Miercurea Ciuc Zuschauer: 50 |

| 27. März 2007 17:00 Uhr | Türkei | 1:14 (0:6, 0:5, 1:3) Spielbericht | Estland | Vákár Lajos Műjégpálya, Miercurea Ciuc Zuschauer: 150 |

| 27. März 2007 20:30 Uhr | Rumänien | 5:2 (0:1, 4:0, 1:1) Spielbericht | Island | Vákár Lajos Műjégpálya, Miercurea Ciuc Zuschauer: 150 |

| 29. März 2007 13:30 Uhr | Neuseeland | 19:0 (9:0, 6:0, 4:0) Spielbericht | Türkei | Vákár Lajos Műjégpálya, Miercurea Ciuc Zuschauer: 100 |

| 29. März 2007 17:00 Uhr | Island | 0:3 (0:1, 0:2, 0:0) Spielbericht | Kroatien | Vákár Lajos Műjégpálya, Miercurea Ciuc Zuschauer: 150 |

| 29. März 2007 20:30 Uhr | Rumänien | 5:3 (4:2, 1:0, 0:1) Spielbericht | Estland | Vákár Lajos Műjégpálya, Miercurea Ciuc Zuschauer: 250 |

| 30. März 2007 13:30 Uhr | Türkei | 1:12 (0:3, 0:3, 1:6) Spielbericht | Island | Vákár Lajos Műjégpálya, Miercurea Ciuc Zuschauer: 60 |

| 30. März 2007 17:00 Uhr | Kroatien | 3:2 (1:0, 1:1, 1:1) Spielbericht | Rumänien | Vákár Lajos Műjégpálya, Miercurea Ciuc Zuschauer: 250 |

| 30. März 2007 20:30 Uhr | Estland | 0:9 (0:4, 0:5, 0:0) Spielbericht | Neuseeland | Vákár Lajos Műjégpálya, Miercurea Ciuc Zuschauer: 200 |

| 1. April 2007 12:30 Uhr | Kroatien | 19:1 (7:0, 4:0, 8:1) Spielbericht | Türkei | Vákár Lajos Műjégpálya, Miercurea Ciuc Zuschauer: 70 |

| 1. April 2007 16:00 Uhr | Island | 3:4 n. P. (1:2, 0:1, 2:0, 0:0, 0:1) Spielbericht | Estland | Vákár Lajos Műjégpálya, Miercurea Ciuc Zuschauer: 150 |

| 1. April 2007 19:30 Uhr | Neuseeland | 4:5 (1:2, 2:2, 1:1) Spielbericht | Rumänien | Vákár Lajos Műjégpálya, Miercurea Ciuc Zuschauer: 250 |

| Pl. |            | Sp | S | OTS | OTN | N | Tore  | Punkte |
| 1.  | Kroatien   | 5  | 5 | 0   | 0   | 0 | 41:06 | 15     |
| 2.  | Rumänien   | 5  | 4 | 0   | 0   | 1 | 44:12 | 12     |
| 3.  | Neuseeland | 5  | 3 | 0   | 0   | 2 | 45:09 | 9      |
| 4.  | Estland    | 5  | 1 | 1   | 0   | 3 | 21:30 | 5      |
| 5.  | Island     | 5  | 1 | 0   | 1   | 3 | 17:23 | 4      |
| 6.  | Türkei     | 5  | 0 | 0   | 0   | 5 | 03:91 | 0      |

Abkürzungen: Pl. = Platz, Sp = Spiele, S = Siege, OTS = Siege nach Verlängerung (Overtime) oder Penaltyschießen, OTN = Niederlagen nach Verlängerung oder Penaltyschießen, N = Niederlagen

Erläuterungen: Aufsteiger in die Division III

### Auf- und Abstieg
| Absteiger in die Division IV:   | Südafrika |
| Aufsteiger in die Division III: | Kroatien  |